# Joint Force Training Centre
Das Joint Force Training Centre (JFTC) ist ein NATO-Hauptquartier in der polnischen Stadt Bydgoszcz. Es untersteht dem Allied Command Transformation in Norfolk in den Vereinigten Staaten. Gegründet wurde es am 31. März 2004.

## Aufgabe und Ausbildung

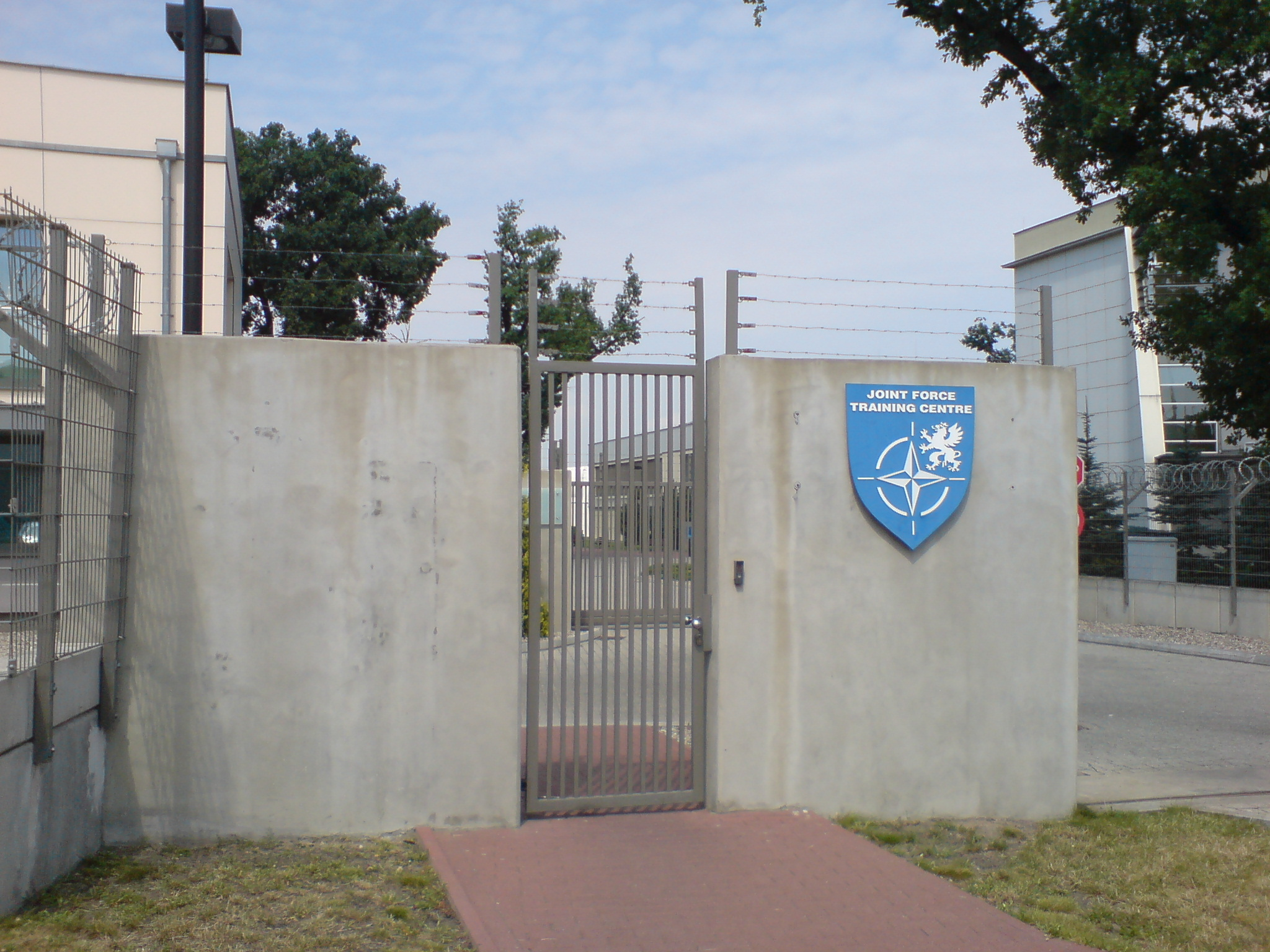
Eingang des JFTC

Die Rolle, die das JFTC trägt, liegt in der taktischen Ausbildung der NATO. Das Hauptquartier konzentriert sich insbesondere auf die gemeinsame taktische Ausbildung, damit eine möglichst nahtlose Zusammenarbeit erreicht wird.
Die Ausbildung im JFTC schließt ein:
- Ausbildung, Unterstützung und Hilfe im Erzielen von NRF Standards und Kriterien
- Promotion der NATO-Doktrin und Verfahren für die Lenkung von Operationen
- Hilfe für die Befehlshaber bei der Planung

Das JFTC entwickelt sich als ein Zentrum der Ausbildung auf taktischen Niveau für gemeinsame, zukünftige NATO-Operationen und den Ausbau moderner Kriegsführung.